# 仁淀川町
仁淀川町（によどがわちょう）は、高知県吾川郡に属する町。

## 地理
四国山地に位置する県境の町で、面積の約9割を山林が占めている。
町域の中央を西から東に仁淀川が流れ、これに沿って高知市と松山市を結ぶ国道33号が通っている。

### 地形

#### 山地
- 四国山地

主な山
- 雨ヶ森
- 鳥形山
- 中津明神山

#### 河川
主な川
- 仁淀川水系
  - 中津川
  - 土居川
  - 安居川

#### 湖沼
主な湖
- 大渡ダム（茶霧湖）

### 人口
| |                                          |  |
| 仁淀川町と全国の年齢別人口分布（2005年） | 仁淀川町の年齢・男女別人口分布（2005年） |  |
| ■紫色 ― 仁淀川町 ■緑色 ― 日本全国 | ■青色 ― 男性 ■赤色 ― 女性                |  |
| 仁淀川町（に相当する地域）の人口の推移 \| 1970年（昭和45年） \| 13,736人 \| \| \| 1975年（昭和50年） \| 12,327人 \| \| \| 1980年（昭和55年） \| 11,672人 \| \| \| 1985年（昭和60年） \| 10,333人 \| \| \| 1990年（平成2年） \| 9,518人 \| \| \| 1995年（平成7年） \| 8,919人 \| \| \| 2000年（平成12年） \| 8,189人 \| \| \| 2005年（平成17年） \| 7,347人 \| \| \| 2010年（平成22年） \| 6,500人 \| \| \| 2015年（平成27年） \| 5,551人 \| \| \| 2020年（令和2年） \| 4,827人 \| \| |                                          |  |
| 総務省統計局 国勢調査より |                                          |  |
| 1970年（昭和45年） | 13,736人                                 |  |
| 1975年（昭和50年） | 12,327人                                 |  |
| 1980年（昭和55年） | 11,672人                                 |  |
| 1985年（昭和60年） | 10,333人                                 |  |
| 1990年（平成2年） | 9,518人                                  |  |
| 1995年（平成7年） | 8,919人                                  |  |
| 2000年（平成12年） | 8,189人                                  |  |
| 2005年（平成17年） | 7,347人                                  |  |
| 2010年（平成22年） | 6,500人                                  |  |
| 2015年（平成27年） | 5,551人                                  |  |
| 2020年（令和2年） | 4,827人                                  |  |

### 隣接自治体
高知県では中北部に位置し、東隣に吾川郡いの町と高岡郡越知町、南隣に同郡津野町が所在する。北西は愛媛県久万高原町と県境を接する。
高知県
- 吾川郡いの町
- 高岡郡越知町
- 高岡郡津野町

愛媛県
- 上浮穴郡久万高原町

## 歴史

### 沿革
平成
- 2005年（平成17年）8月1日 - 吾川郡池川町、吾川村、高岡郡仁淀村が対等合併して誕生。

## 政治

### 行政

#### 首長
町長
- 町長: 古味　実（こみ　みのる）
2021年8月6日選挙にて三代目町長当選、1期目[1]

歴代町長
- 初代: 藤崎富士登（2005年8月〜2009年8月）
- ２代: 大石弘秋（2009年8月〜2021年8月）
- ３代: 古味実（2021年8月〜2025年8月）

## 施設

### 警察
- 佐川警察署
  - 大崎駐在所 - 吾川郡仁淀川町大崎210
  - 池川駐在所 - 吾川郡仁淀川町北浦516-3
  - 名野川駐在所 - 吾川郡仁淀川町名野川423-2
  - 仁淀駐在所 -吾川郡仁淀川町森2555-1

### 消防
- 高吾北広域町村事務組合消防本部仁淀川分署

## 経済

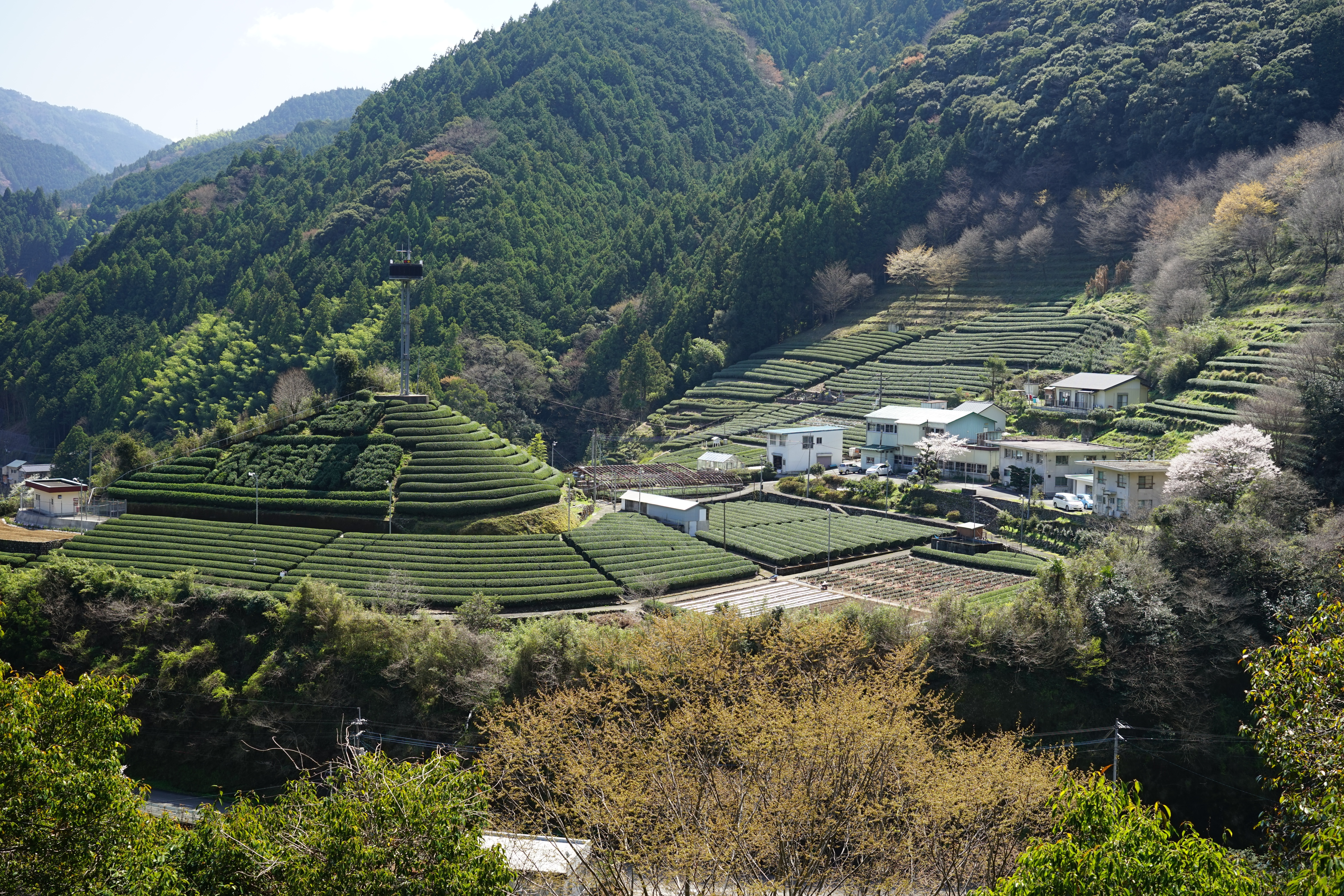
高知県農業技術センター 茶業試験場

### 第一次産業

#### 農業
- 茶業 - 高知県農業技術センターの茶業試験場があるなど、土佐茶の生産が盛んである。

### 第二次産業

#### 鉱業
- 石灰石鉱山（日鉄鉱業）- 鳥形山にある鉱山[2]。

### 第三次産業

#### 商業
主な商業施設
- エーコープ あがわ

## 教育

### 中学校
町立
- 仁淀川町立池川中学校
- 仁淀川町立仁淀中学校

### 小学校
町立
- 仁淀川町立池川小学校
- 仁淀川町立別府小学校

### 幼児教育

#### 保育所[3]
- 大崎保育所
- ふたば保育所
- 池川保育園

## 交通

### 空路

#### ヘリポート
- 葛原ヘリポート

### 鉄道
町内を鉄道路線は走っていない。最寄り駅は、JR四国土讃線伊野駅または佐川駅。

### 路線バス
- 県交北部交通 - 町東部と高知市をいの町経由で結ぶ路線を運行している。
  - 高知駅BT - すこやかセンター伊野 - 伊野駅 - 柳瀬営業所 - 高岩 - 柳野 - 狩山口 - 北浦橋
- 黒岩観光 - 越知町を経由して仁淀川町と佐川町を結ぶ。町東部の狩山口発着の系統と、町南西部の川渡発着の系統がある。
  - 佐川駅 - 越知駅 - 土佐大崎 - 狩山口
  - 佐川駅 - 越知駅 - 土佐大崎 - 川渡
- 仁淀川町町民バス - 町内各地で運行している。このうち芋生野線は隣の愛媛県久万高原町内にわずかに越県して運行しており、岩川で久万高原町営バスとの乗り換えが可能。

### 道路

#### 国道
- 国道33号
- 国道439号
- 国道494号

#### 県道
- 高知県道18号伊野仁淀線
- 高知県道362号安居公園線
- 高知県道363号中津公園線

## 観光

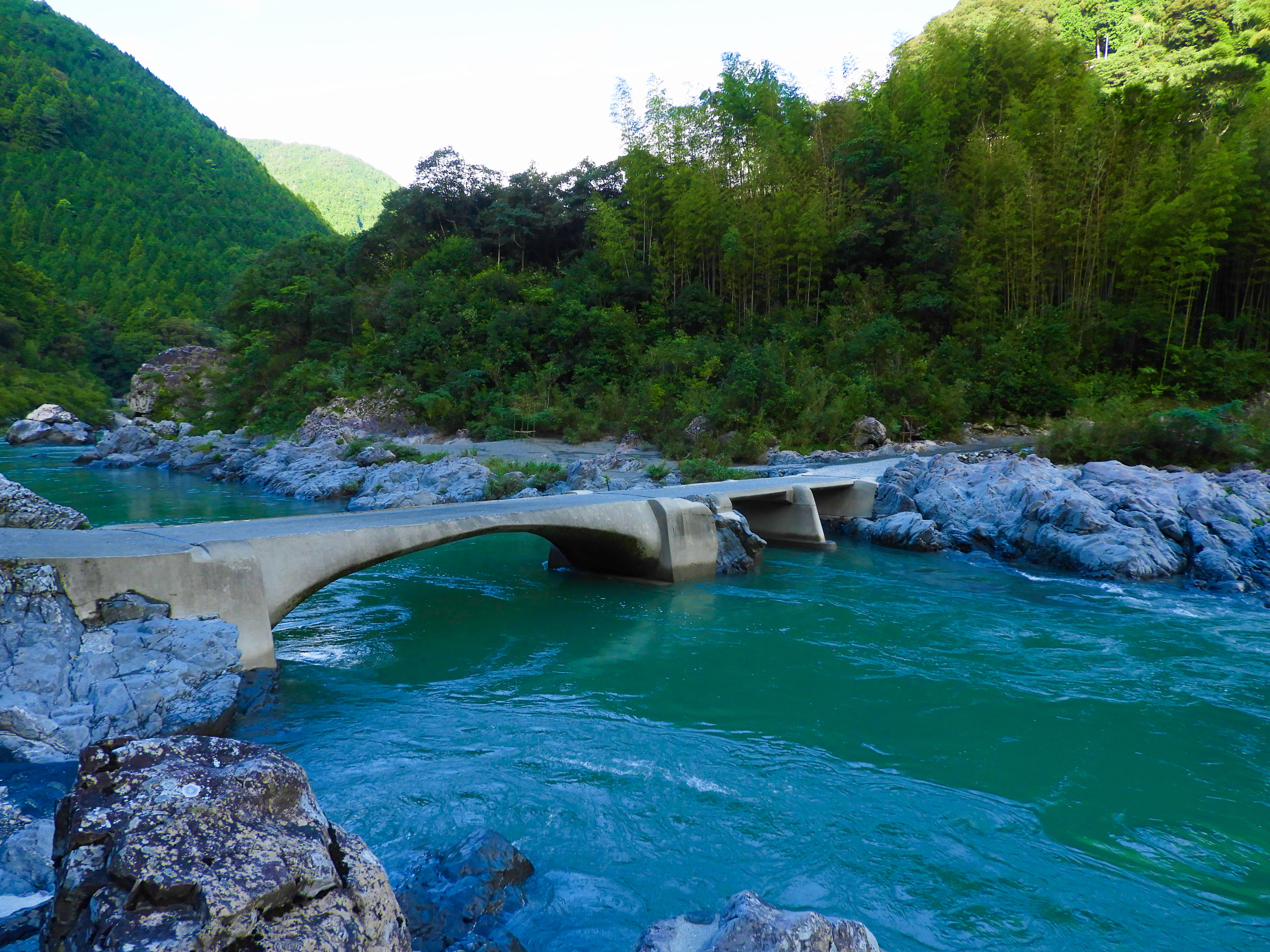
久喜沈下橋・仁淀川で最古の沈下橋

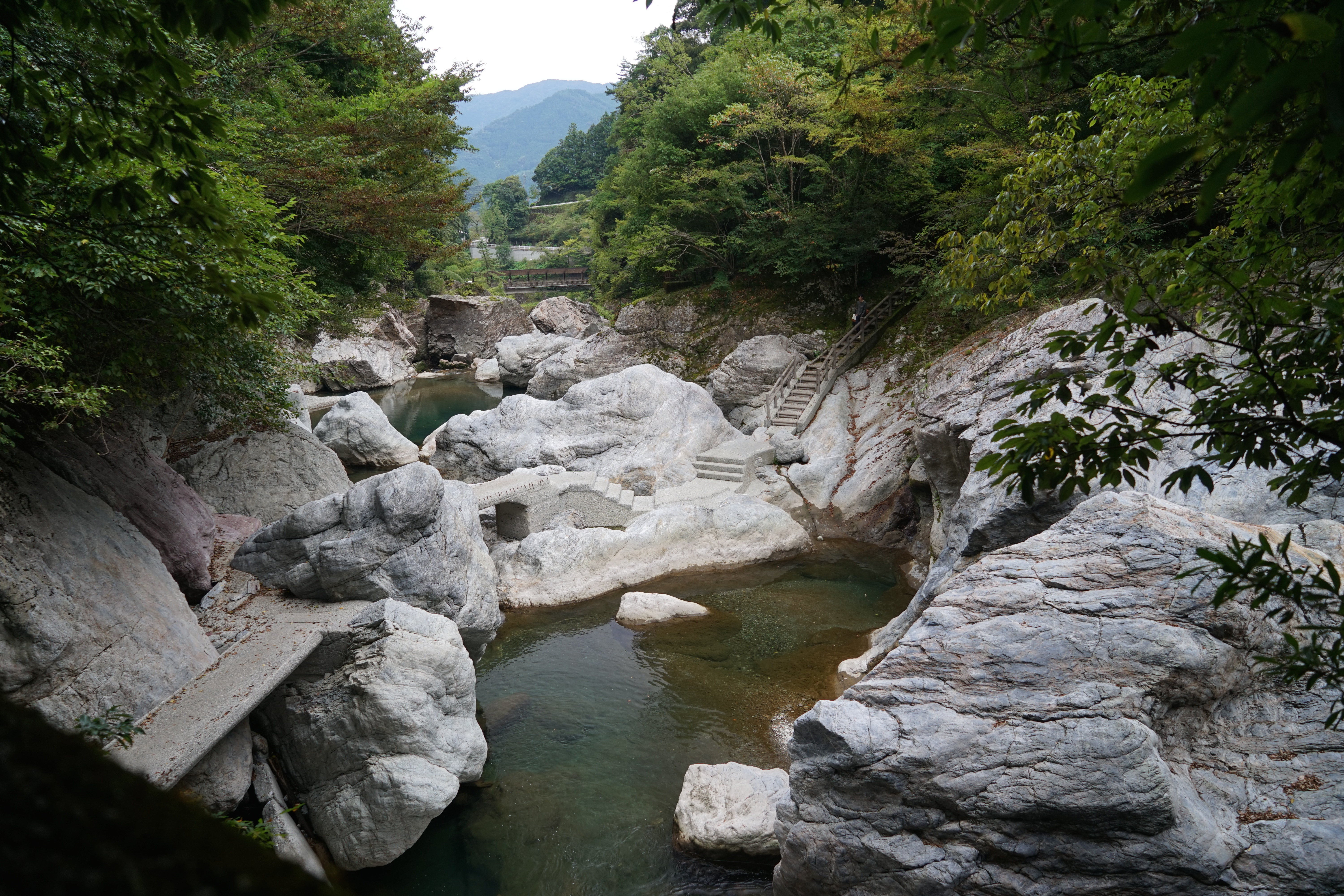
中津渓谷

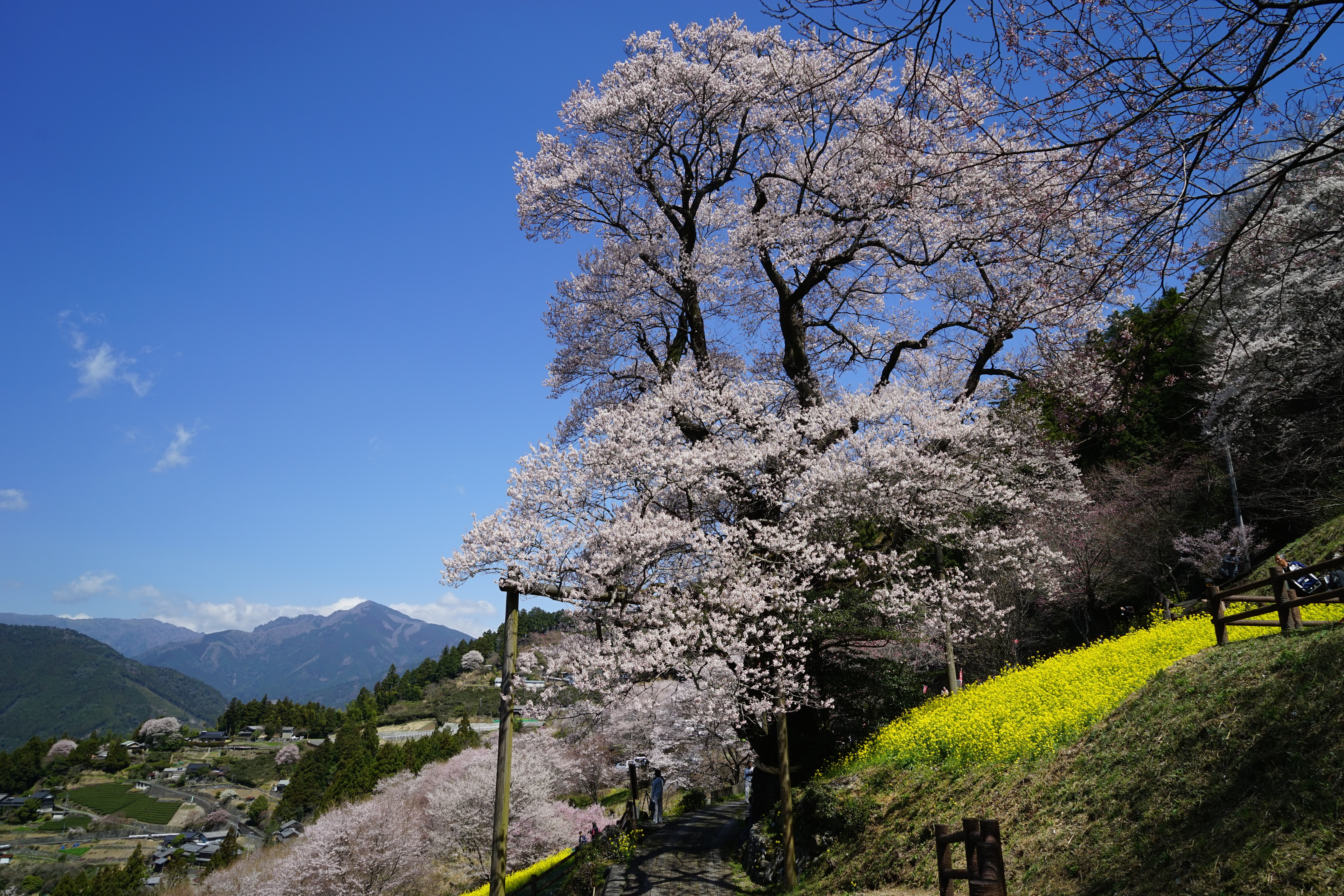
ひょうたん桜

### 名所・旧跡
主な寺院
- 善法寺
- 岩屋寺
- 正泉寺
- 上川渡太子堂

主な神社
- 秋葉神社
- 河嶋山神社
- 池川神社
- 八所河内神社
- 熊野神社
- 白王八幡宮
- 岩伽羅神社
- 大崎八幡宮

主な史跡
- 泉の番所跡（町指定有形民俗文化財）
- 種田山頭火句碑
- 天明逃散集合の地（安の河原）

### 観光スポット
自然
- 中津渓谷（中津渓谷県立自然公園）
- 岩屋川渓谷
- 安居渓谷（安居渓谷県立自然公園）

公園
- 花の里公園 - 旧寺村小学校跡地の周辺を整備し、約1,000本のハナモモを始めとして、ソメイヨシノやレンギョウなどの花が咲く草木が整備された公園[4]。
- もみじ公園ハナモモ
- 夢の森公園
- 池川ふれあい公園
- 大渡ダム公園
- 鳥形山森林植物公園
- ひょうたん桜公園

沈下橋
- 川口橋（国の登録有形文化財）
- 久喜沈下橋（国の登録有形文化財） - 高知県で最古の沈下橋。
- 大森沈下橋 仁淀川最上流の沈下橋
- 継合橋 大森沈下橋と一緒に完成した沈下橋

桜名所
- 市川家しだれ桜
- 中越家しだれ桜

レジャー
- 中津山トレッキングコース
- 旧安居小学校 - 宮尾登美子ゆかりの地。
- 星ヶ窪キャンプ場
- 長者の大銀杏

天然記念物
- 大引割・小引割（国の天然記念物）
- 長者の大銀杏（高知県の天然記念物）目通りで周り10.8m、樹高約15m、推定樹齢1200年[5]
- 大藪のひがん桜（ひょうたん桜と呼ばれている）（高知県の天然記念物）樹高約30m、胸高周囲約6m、推定樹齢500年[6]

#### 集落活動センター
- 集落活動センターだんだんの里[7]
- 集落活動センター山村自然楽校しもなの郷

## 文化・名物

### 祭事・催事

#### 祭事
- 秋葉まつり（高知県保護無形民俗文化財）2月9日から3日間に及ぶ秋葉神社の春祭り。[8]
- 名野川磐門神楽
- 池川神楽
- 安居神楽
- 椿山虫送り、太鼓踊り[注釈 1]
- 谷山大師堂　お盆の火回し
- 川又花取り踊り
- 都の太鼓踊り
- 三倍（佐婆為）神社秋祭り

### 名産・特産
- 茶 - 土佐茶

## 出身関連著名人
（生年順）
- 児島稔 - 自由民権運動家
- 金子直吉 - 実業家
- 鏡川正光 - 力士
- 吉田類 - 酒場詩人、画家、作家、タレント、歌手

## ギャラリー

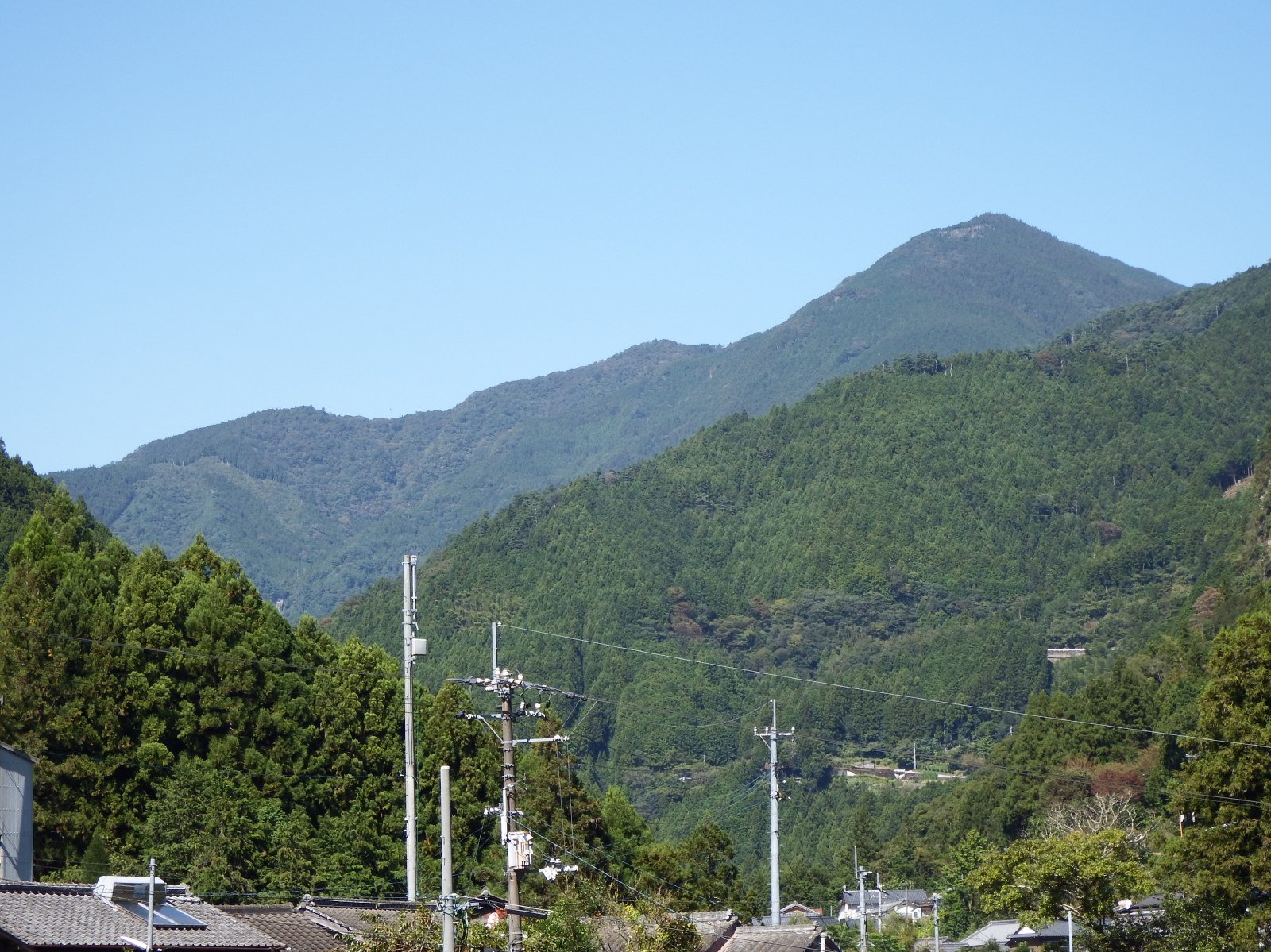
雨ヶ森
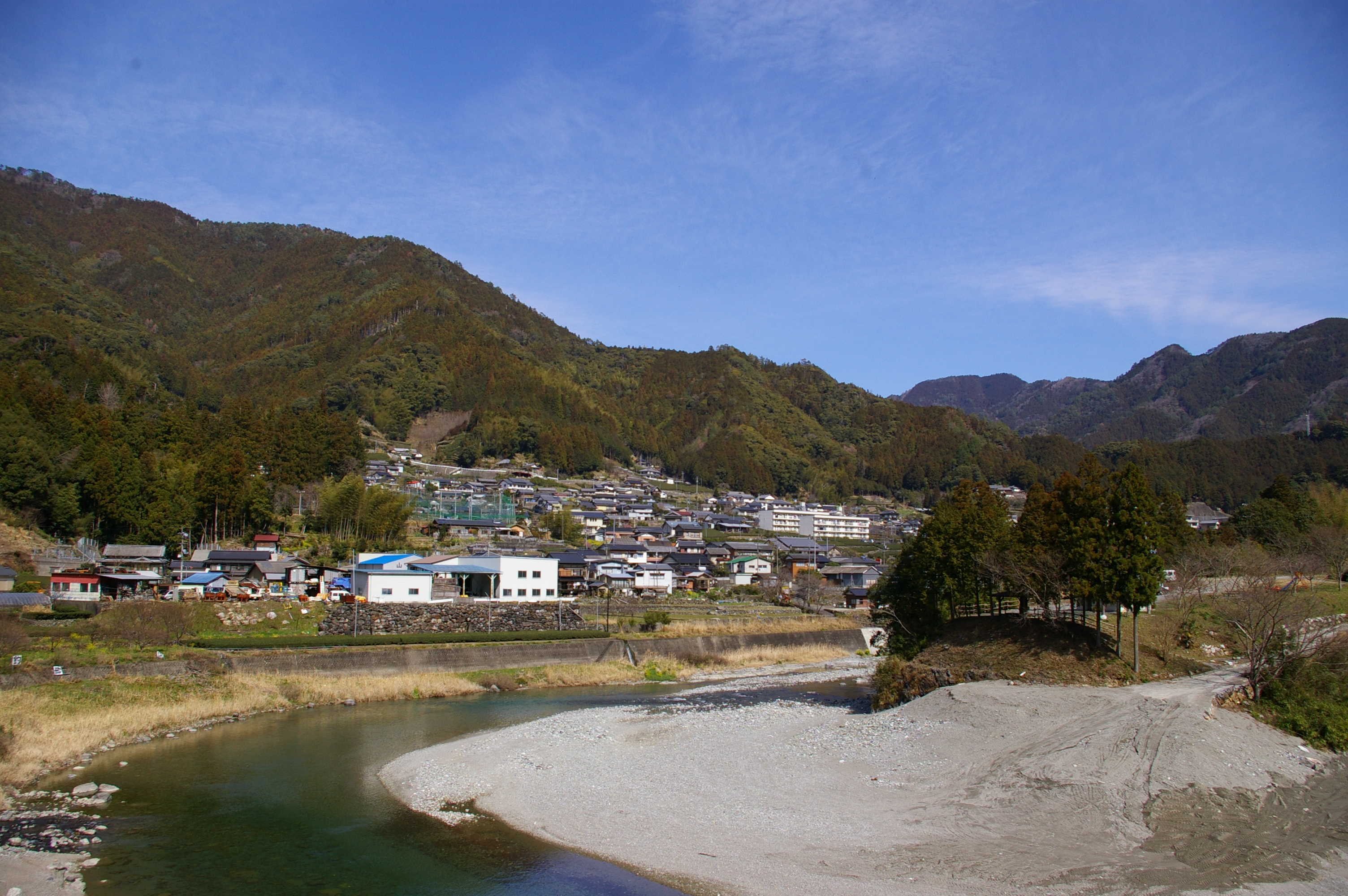
仁淀川町（旧池川町）竹ノ谷
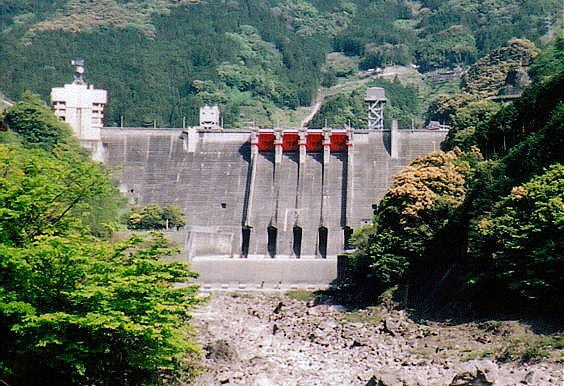
大渡ダム
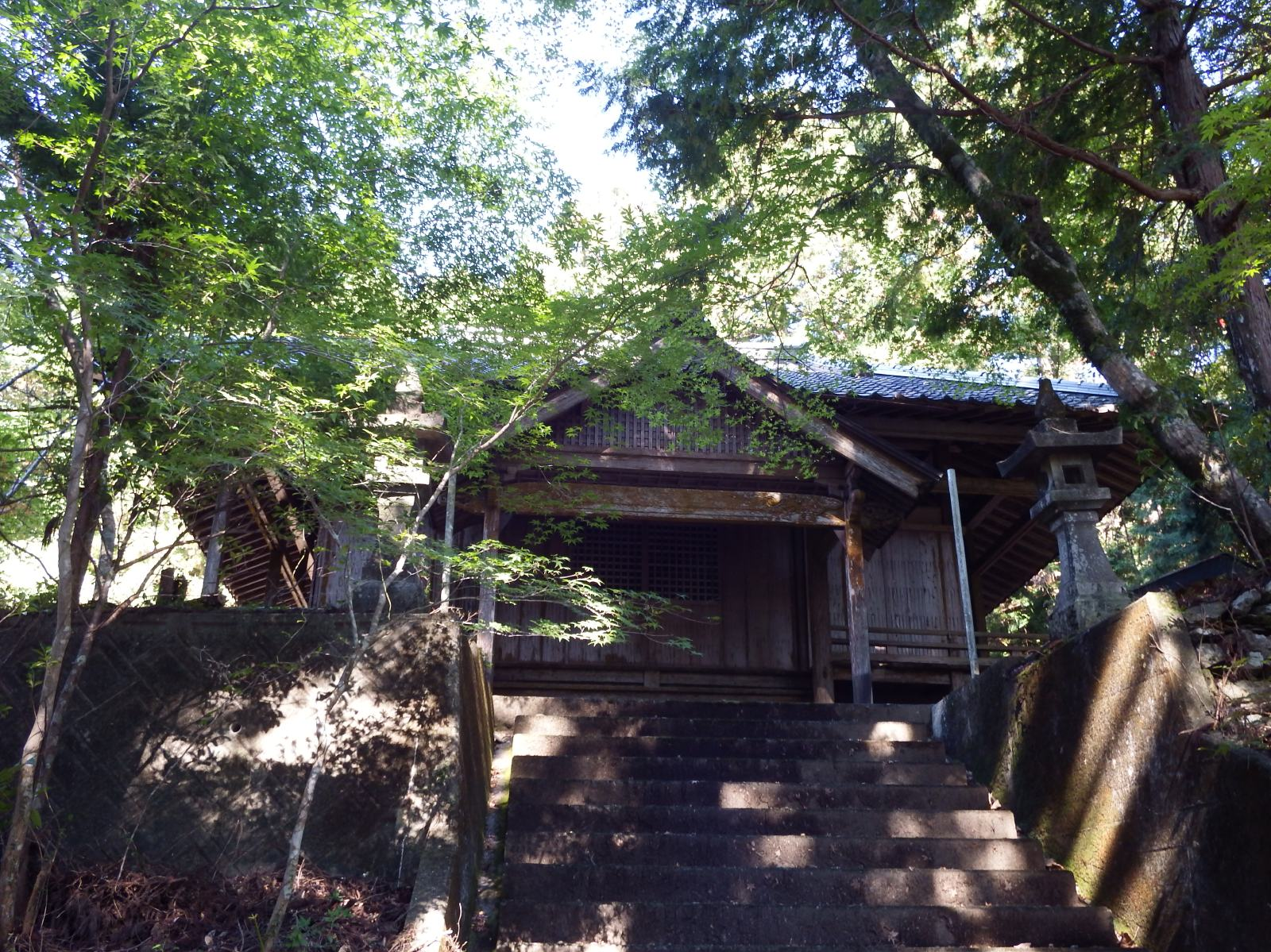
岩柄集落にある岩伽羅神社
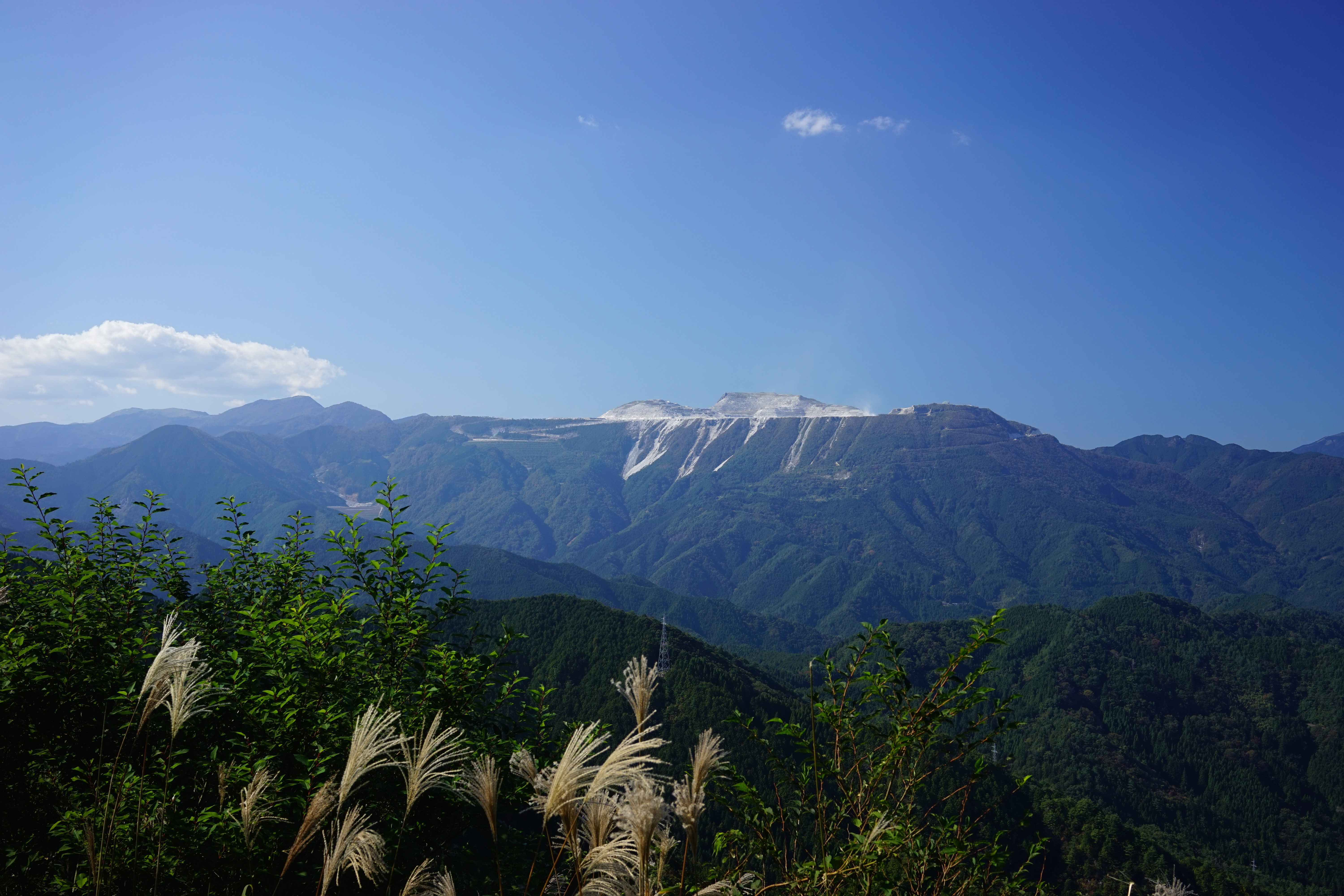
鳥形山石灰石鉱山